# Mujeres en la Arabia preislámica

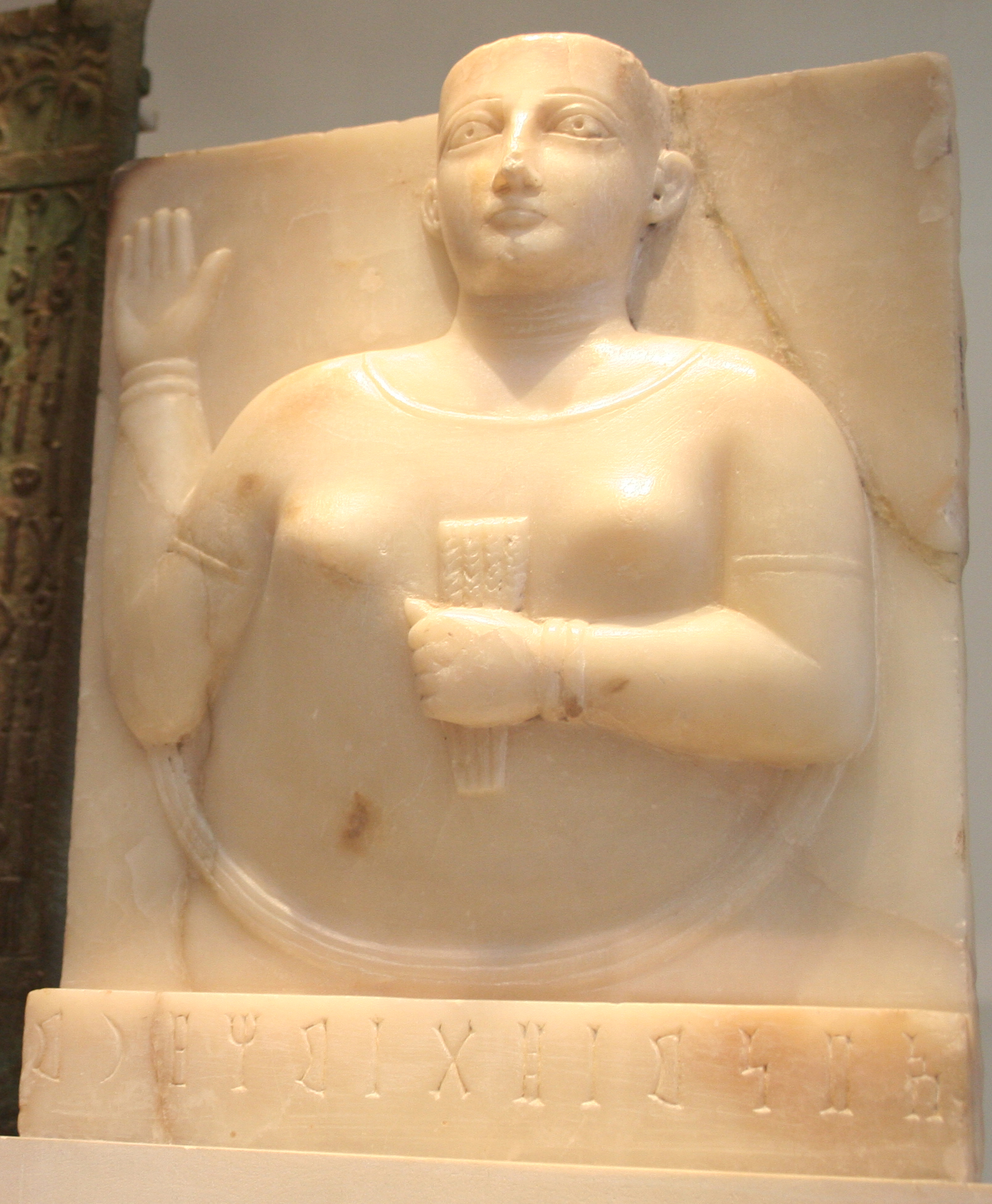
Arte del antiguo Yemen, Museo Británico, Londres

Hay escasa información contemporánea con respecto a las mujeres en la Arabia preislámica. La mayoría proviene de relatos recopilados luego en hadices y tradiciones históricas, de la poesía preislámica, y de biografías de los primeros personajes islámicos, declaraciones coránicas y sobre las fuentes antedichas.
Según las fuentes de la historia islámica, la primera esposa de Mahoma, Jadiya, era una próspera mujer de negocios que le propuso matrimonio a Mahoma (en lugar de que se lo propusieran antes). Además cuentan que la esposa de su principal rival Abu Sufyan, Hind bint Utbah, era políticamente activa y presente en la Batalla de Badr donde mutiló el cuerpo de uno de los tíos de Mahoma.

## Tratamiento y estatus legal
La base de la sociedad árabe era la tribu, compuesta por varios clanes con un antepasado común. Cada tribu estaba ligada por una serie de leyes y costumbres comunes que podían variar considerablemente según la tribu y sus actividades económicas, incluyendo las funciones y los derechos de las mujeres. Las leyes eran aplicadas por el jefe tribal o jeque que también mediaba en la discusión de nuevas leyes. Los hombres individuales dentro de la tribu podían sugerir leyes nuevas, pero no serían promulgadas hasta que no se llegara a un consenso con toda la tribu. Muchas de estas tribus eran de ascendencia patrilineal y por tanto solo contaban los vínculos masculinos de cada generación. Como en toda sociedad tribal, la mujer generalmente no podía elegir con quien casarse. Sin embargo, la tribu ofrecía protección a la mujer si era maltratada por su marido.
Las tribus árabes solían estar en guerra entre ellas, por venganzas familiares heredadas de generación en generación, por el control de rutas transitadas, pozos o oasis, y la autoridad cambiaba constantemente. Al parecer, las leyes que afectaban a las mujeres se fueron volviendo más restrictivas. Durante algún tiempo, los maridos tuvieron derecho a empeñar a sus mujeres e hijos, golpearles sin piedad, o tirarles del cabello sin ser penalizado por estas acciones. El único derecho de una mujer en la antigua Mesopotamia y Oriente Próximo aparece plasmado en el Código de Hammurabi de 1752 a. C., "las mujeres podían obtener el divorcio solo con gran dificultad. Si una mujer odiaba tanto a su marido, que había declarado, 'no puedes tenerme', su historial sería investigado por un tribunal". La cita continúa informando que si el tribunal no encontraba ninguna culpa en la mujer, entonces se le permitiría regresar a la casa de su padre.

### Velo
Durante la época preislámica, también se seguía la costumbre mesopotámica del velo, descrita en textos asirios y común en Mesopotamia y Oriente Próximo desde 1000 a. C. Fuera de casa, debían cubrirse con el velo, un amplio manto de la cabeza a los pies, que caía a los lados del rostro sin cubrirlo y arrollado de diversos modos en torno al cuerpo, las mujeres casadas libres así como las antiguas prostitutas pero ahora casadas. Las prostitutas y las esclavas tenían prohibido llevar el velo. Las leyes sobre el velo eran estrictas, y las que lo portaran sin corresponderle eran castigadas, con golpes o cortando las orejas. El velo servía para clasificar a las mujeres según su rango social y estado civil.

### Mujeres de clase alta
En la Arabia preislámica las mujeres tenían pocos derechos, pero las damas de clase alta tenían más. Muchas ejercían de 'naditum', o sacerdotisas, y estas mujeres podían poseer y heredar propiedades. Además, una naditum podía mantener una función activa en la vida económica de su comunidad. El poblado de Samad de finales de la Edad del Hierro en el centro de Omán muestra arqueológicamente las diferencias entre mujeres de alto y bajo rango social.

## Prácticas matrimoniales
En la Arabia preislámica, existieron varias prácticas de matrimonio diferentes; el matrimonio era un mero trato contractual no sancionado por ninguna ceremonia o ritual específicos, aparte el banquete familiar para celebrarlo. Entre las tribus paganas la poligamia era común ya que el hombre podía tener tantas esposas como pudiera mantener. Los tipos más comunes de matrimonio en esos tiempos fueron: matrimonio por acuerdo, matrimonio por captura, matrimonio por compra, matrimonio por herencia y Mut'ah o matrimonio provisional.
En el matrimonio por acuerdo el hombre pactaba con la familia de la novia. Podía ser dentro de la tribu o entre dos familias de diferente tribu. En algunas tribus las mujeres tenían prohibido casarse con un hombre de otra tribu o con un extraño que aceptara vivir con la tribu. En el caso de que hombre y mujer fueran de diferente tribu, la mujer debía ir a vivir con la tribu del esposo y los hijos serían considerados de la tribu paterna, a menos que hubiera un arreglo previo para que los hijos se mantuvieran en la de la madre. En los matrimonios intertribales las mujeres tenían mayor libertad y podían divorciarse o despedir al marido en cualquier momento. Las mujeres tenían rituales precisos para informar a los maridos de tal decisión. Así, si vivían en una tienda, la giraban, de modo que si la entrada miraba al este, ahora miraba al oeste, y si el hombre veía esto, sabía que estaba despedido y no entraba.
El mahr era la práctica más tradicional y se mantendrá en el Islam. El novio o el padre del novio pagaba una cantidad, el mahr, a la novia. Solo le pertenecía a ella, no a los padres o tutores. El pago del mahr solo era perdonado si ella así lo decidía o, en el caso de que el matrimonio finalmente no se efectuase o no se consumara, entonces era el padre o tutor quien perdonaba el pago en su nombre. Si el esposo moría sin haber todavía pagado el mahr a la esposa, sería una deuda pendiente que los herederos debían pagar.
El matrimonio por captura era común en la Arabia preislámica. Sucedía en tiempos de guerra, cuando las mujeres eran capturadas por tribus enemigas y vendidas en el mercado de esclavos de La Meca. Allí eran vendidas como esclavas o esposas. En los matrimonios con cautivas, el hombre compraba a la mujer y, por tanto, tenía control total sobre ella. Eran propiedad del esposo y por tanto carecían de libertad y estaban obligadas a obedecerle y darle hijos, sin derecho a divorciarse.
El matrimonio por herencia era una costumbre común en toda la Arabia preislámica. Cuando un hombre moría, todas sus esposas pasaban a su hijo, excepto su propia madre. Este podía mantenerlas como sus esposas, concertar un matrimonio por compra entregándola a quien pagara una dote por ella o, simplemente, despedirlas. En estos casos, la mujer tampoco tenía ningún derecho y solo podía seguir las órdenes del heredero.

## Maternidad y estructura familiar
La estructura familiar era tribal y patriarcal y las relaciones económicas y sociales eran entre hombres. Era vital para las familias tener más hijos que hijas porque los hombres eran vistos como superiores a las mujeres. La mujer no tenía ningún derecho sobre sus hijos incluso si el padre había muerto, y se informa que las mujeres no tenían ningún derecho a la herencia. Sin embargo, está claro que en la práctica muchas viudas heredaban de sus maridos y podían ser bastante ricas, la esposa de Mahoma, Jadiya y muchas otras viudas de inicios del Islam son ejemplos de ello. La función principal de la mujer era administrar el hogar y criar a los hijos, preferentemente varones. Las mujeres de clase baja preparaban la comida, ordeñaban los animales, lavaban la ropa, preparaban mantequilla, tejían lana y confeccionaban las tiendas o jaimas y prendas de la familia.
En la Arabia preislámica el índice de mortalidad infantil era muy elevado, y era común perder algún hijo por dolencias o enfermedad. Si el bebé acababa sobreviviendo la comunidad celebraba un festín social para celebrarlo donde daban nombre al niño, y sacrificaban una oveja en honor al nacimiento. Los niños no eran culpados y castigados como los adultos. Era importante que la mujer tuviera hijos varones porque se consideraba fundamental para la supervivencia en las duras condiciones desérticas y las luchas tribales.
La planificación familiar era seguida por algunos. El proceso de planear la estructura familiar era mutua entre marido y mujer. Practicando el coitus interruptus y la abstinencia, se intentaba espaciar los embarazos para asegurar la salud de la madre y los niños, y también fortalecer el bienestar de la familia. Como en la mayoría de pueblos de la antigüedad y primitivos, el amamantamiento era hasta los dos años.

## Infanticidio femenino
Hay un gran debate sobre la prevalencia del infanticidio, más específicamente el  infanticidio femenino en la Arabia preislámica. Esos tiempos en la tradición islámica son conocidos como la Jahiliyyah, un tiempo de barbarie, oscuridad, e ignorancia de la guía de Dios tal como directamente expresa el Corán (3:154, 5:50, 33:33, 48:26). La ausencia de fuentes históricas fiables y falta de información, aparte las descripciones y tradiciones islámicos en el Corán y los hadices, dificulta el conocimiento de las verdaderas costumbres y modos de vida anteriores a Mahoma. No había sistemas de escritura desarrollados, por lo que las fuentes se limitan a tradiciones, leyendas, proverbios y sobre todo poemas; la mayoría registrados por escrito de doscientos a cuatrocientos años más tarde, durante el segundo y tercer siglos de la héjira. En raros casos se hallan rastros de infanticidio en la poesía árabe preislámica.
Históricamente, los varios propósitos culturales de la práctica del infanticidio en otras sociedades a lo largo del tiempo han sido la reducción de población, eliminación de criaturas con anormalidades físicas y niños enfermos, eliminación de hijos ilegítimos, manipulación en la proporción de sexos, o debido a la pérdida de la madre durante el parto. Específicamente, el Corán menciona la presencia de infanticidio en la sociedad árabe durante la Jahiliya. El infanticidio en el Corán está referido como "qatl al-awlad" que significa matar niños tanto varones como mujeres. Fuera del Corán, concretamente en los hadices, se incluye junto a otras prácticas como el coitus interruptus, llamado "wad khafiyy" o infanticidio escondido, y el aborto conocido como "ijhad", así como la muerte de un neonato no deseado enterrando al niño vivo, que al no derramar sangre no se consideraba asesinato. Se describe como se cava un agujero cuando la madre se pone de parto y si da a luz una niña no deseada, aunque a veces podía ser un varón, el bebé era directamente enterrado en el agujero. Otras maneras de infanticidio son mencionadas en las colecciones de fiqh, también los hadices informan de otros métodos como arrojar a los bebés por acantilados, ahogarlos en vino y abandonarlos en el bosque a merced de animales salvajes.
Según las interpretaciones del Corán, el infanticidio era un medio para prevenir la pobreza y se considerada una solución para la responsabilidad de una niña. Algunas fuentes indican que los varones eran considerados más fuertes en las sociedades tribales paganas y las mujeres una carga económica especialmente durante periodos de hambruna porque  eran menos útiles, además de la decepción y el miedo del padre de que la hija fuera capturada durante incursiones de tribus enemigas lo que traería vergüenza a la familia.